# Cordylus vittifer
Cordylus vittifer är en ödleart som beskrevs av  Reichenow 1887. Cordylus vittifer ingår i släktet Cordylus och familjen gördelsvansar.

## Underarter
Arten delas in i följande underarter:
- C. v. vittifer
- C. v. machadoi